# Temps de Planck
Le temps de Planck, ou de façon plus correcte durée de Planck, est en physique l'unité de temps du système des unités de Planck : c’est le temps qu'il faudrait à un photon dans le vide pour parcourir une distance égale à la longueur de Planck. Comme celle-ci est la plus petite longueur mesurable, et la vitesse de la lumière dans le vide la plus grande vitesse possible, le temps de Planck est la plus petite mesure temporelle ayant une signification physique dans le cadre des théories actuellement admises.

## Notation
Le temps de Planck est couramment noté tP, symbole composé de la lettre latine t minuscule, initiale du latin tempus (« temps »), composée en italique, suivie, à droite et en indice, de la lettre latine P majuscule, initiale du nom patronymique de Max Planck.

## Définition
Le temps de Planck est défini par :
{\displaystyle t_{\mathrm {P} }={\sqrt {\frac {hG}{2\pi {c^{5}}}}}={\sqrt {\frac {\hbar {G}}{c^{5}}}}={\frac {\ell _{\mathrm {P} }}{c}}},
où :
- {\displaystyle \hbar } est la constante de Planck réduite ;
- {\displaystyle G} est la constante gravitationnelle ;
- {\displaystyle c} est la vitesse de la lumière dans le vide ;
- {\displaystyle \ell _{P}} est la longueur de Planck.

## Valeur
Dans le Système international d'unités, la valeur recommandée du temps de Planck est :
{\displaystyle t_{\mathrm {P} }=5{,}391\ 247(60)\times 10^{-44}} s,
avec une erreur relative de l'ordre de 10-4.
Le temps de Planck est le plus souvent utilisé comme ordre de grandeur caractérisant des phénomènes encore mal décrits par la physique actuelle ; c'est pourquoi on l'arrondit généralement à 10−43 s.

## Interprétation

### Unité de mesure
En deçà du temps de Planck, la description de ce qu'est l'Univers ne relève plus de la physique, dans le sens où ces phénomènes échappent par nature à l'observation : après cette limite, on entre littéralement dans le domaine de la métaphysique. Le fait que l'on ne peut plus mesurer quoi que ce soit au-delà de cette limite ne signifie pas nécessairement que l'espace et le temps changent effectivement de nature à cette échelle : l'espace-temps peut mathématiquement toujours être prolongé jusqu'aux mesures nulles, mais l'incertitude associée sera telle que la description obtenue par le modèle n'a pas de sens.

### Demi-vie d'une particule
À l'échelle d'une longueur de Planck, une fluctuation quantique peut être suffisamment violente pour créer une particule de Planck pendant la durée d'un temps de Planck.

### Évolution de l'Univers
L'âge de l'Univers est estimé à environ 14 milliards d'années, soit 4×1017 s. Par conséquent, soixante ordres de grandeur temporelle séparent l'échelle de Planck de l'échelle cosmique. Les théories fondamentales de la mécanique quantique et de la relativité générale sont incapables d'englober dans un schéma unifié des quantités aussi disproportionnées.

### Ère de Planck
L'ère de Planck serait l'intervalle très bref situé immédiatement après l'apparition de l'Univers à partir d'une singularité gravitationnelle. La « durée » de l'ère de Planck est alors de l'ordre de 10-43 seconde, c'est-à-dire le temps de Planck.
Dans la théorie du Big Bang, l'Univers âgé du temps de Planck se trouverait dans une hypothétique ère de Planck, au cours de laquelle les quatre interactions élémentaires (électromagnétisme, interaction faible, interaction forte et gravitation) sont unifiées.
Cette désignation est en réalité un abus de langage, dans la mesure où ce que l'on appelle une « singularité gravitationnelle » à l'origine de l'Univers signifie en réalité, en l'absence d'une théorie physique offrant un cadre pertinent pour la décrire, qu'il n'est pas possible de dire comment se déroule cette phase. Avant ce mur de Planck, les concepts même de temps et d'espace deviennent problématiques. En particulier, il n'est pas possible de déterminer sa durée exacte, ni même de donner un sens à ce qu'est une durée à ce stade, par le simple fait que les notions de temps et d'espace sont ici problématiques.
Indépendamment de toute notion de durée, donc, l'ère de Planck désigne ce qui se situe au-delà du mur de Planck, à l'origine de l'Univers. Et ce qui est au-delà de ce mur, littéralement, est de la méta-physique, puisque par nature inaccessible à notre physique.